# TORO-Q

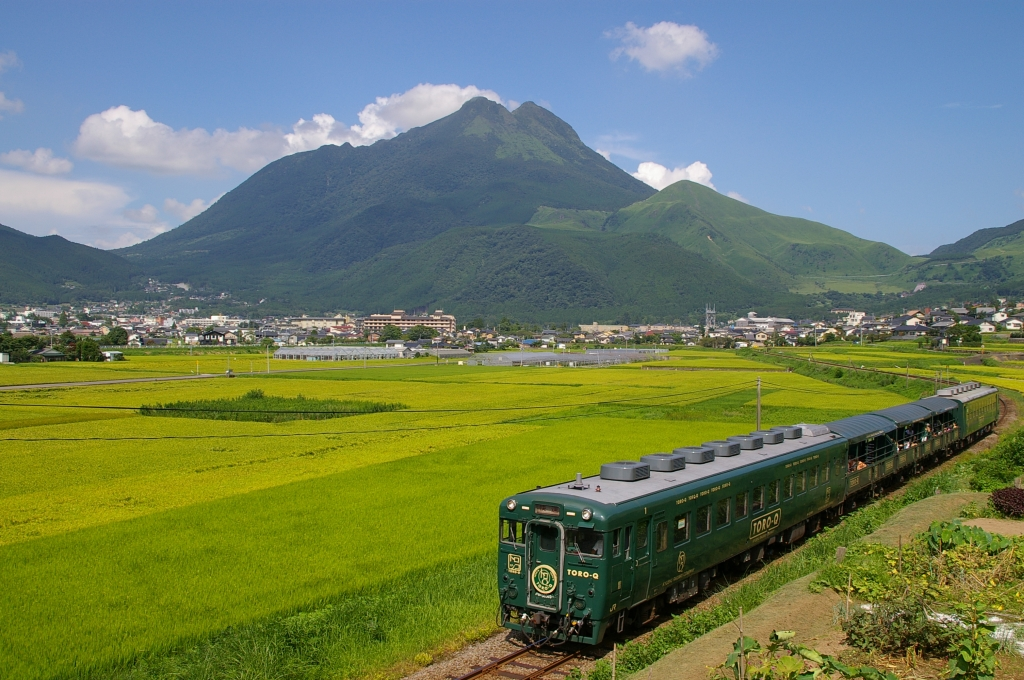
TORO-Qは由布院エリアを中心に運行された

TORO-Q（とろきゅう）は、九州旅客鉄道（JR九州）が由布院駅 - 南由布駅間を久大本線で運行していた観光用トロッコ列車である。

## 概要
由布院市街地道路の混雑緩和と観光促進を兼ねて、2003年（平成15年）に運行が開始されたトロッコ列車である。これは南由布駅前に車を止めて、そこから由布院駅までは列車で移動するパークアンドライドを推進させるという目的である。この列車のために南由布駅に折り返し設備が設けられた。
専用車両の老朽化などにより、2009年（平成21年）11月29日の運転をもって運行を終了した。なお、11月7日乗車分より、記念乗車証を配布していた。

## 運行概況
朝に快速「トロッコ列車」として大分駅 → 由布院駅間で運行され、その後は、由布院駅 - 南由布駅間で「トロQ列車」として5往復の折り返し運行を行った後、夕方に快速「トロッコ列車」として大分駅へ戻るダイヤであった。
由布院 - 大分間運行の快速「トロッコ列車」は全車座席指定席であるが、由布院駅 - 南由布駅間の「トロQ列車」は全車自由席であった。

### 停車駅
快速「トロッコ列車」
由布院駅 - 南由布駅 - 向之原駅 - 南大分駅 - 大分駅
- 2008年のダイヤ改正まで、南大分駅は通過していた。
- 特急停車駅である、湯平駅は通過していた。

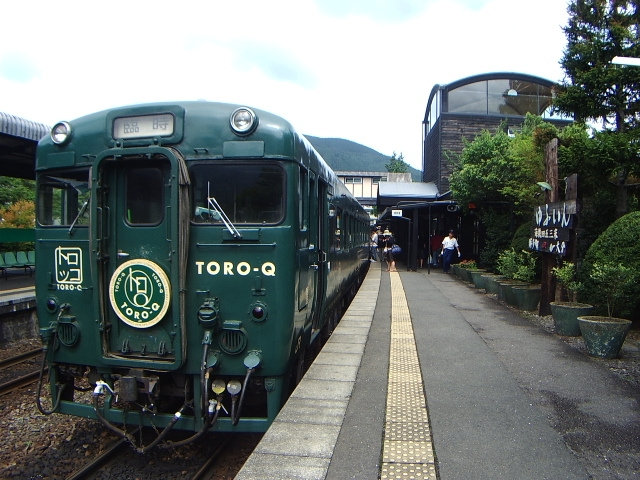
由布院駅にて
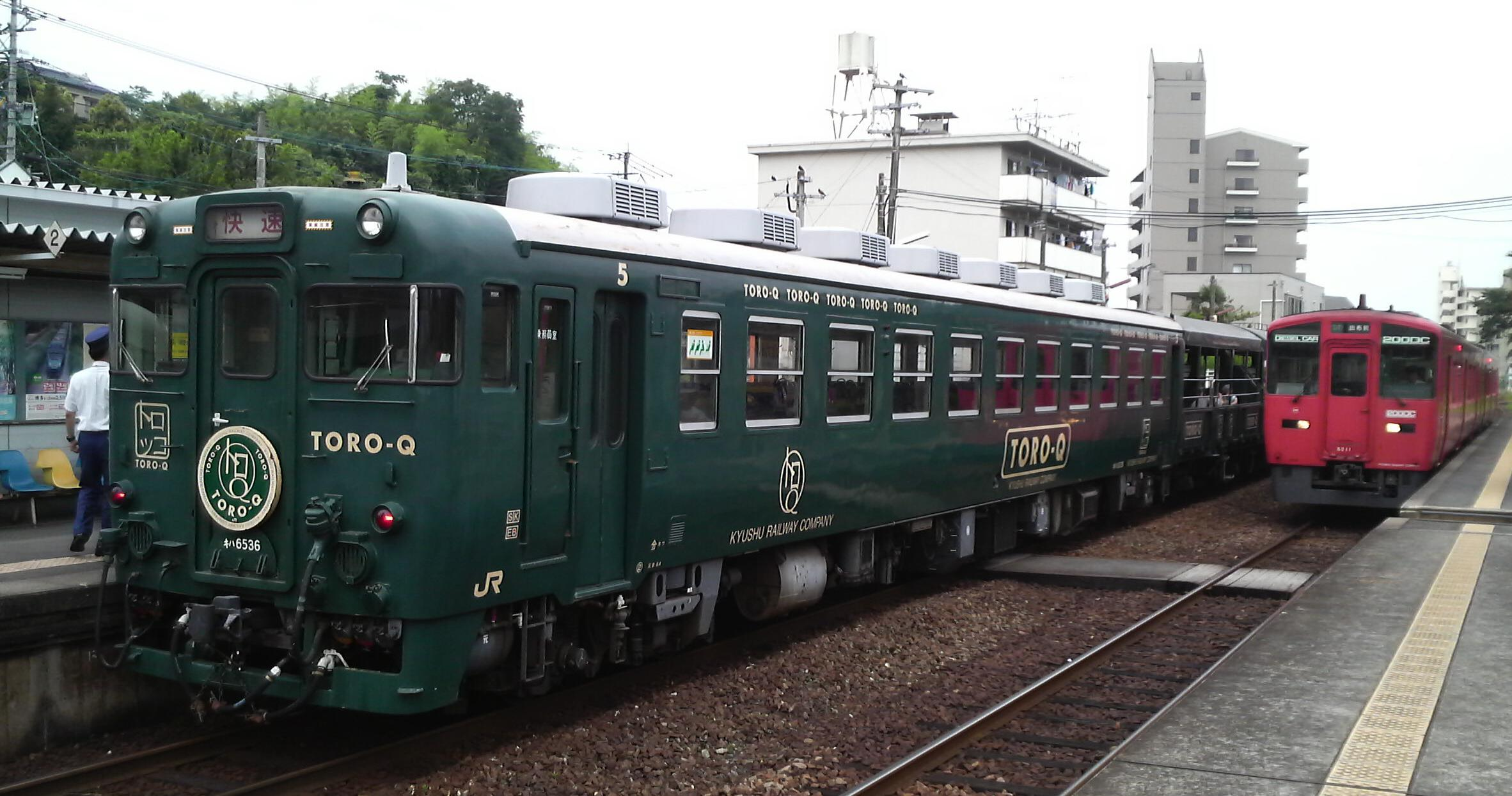
快速「トロッコ列車」としても運転された

## 車両

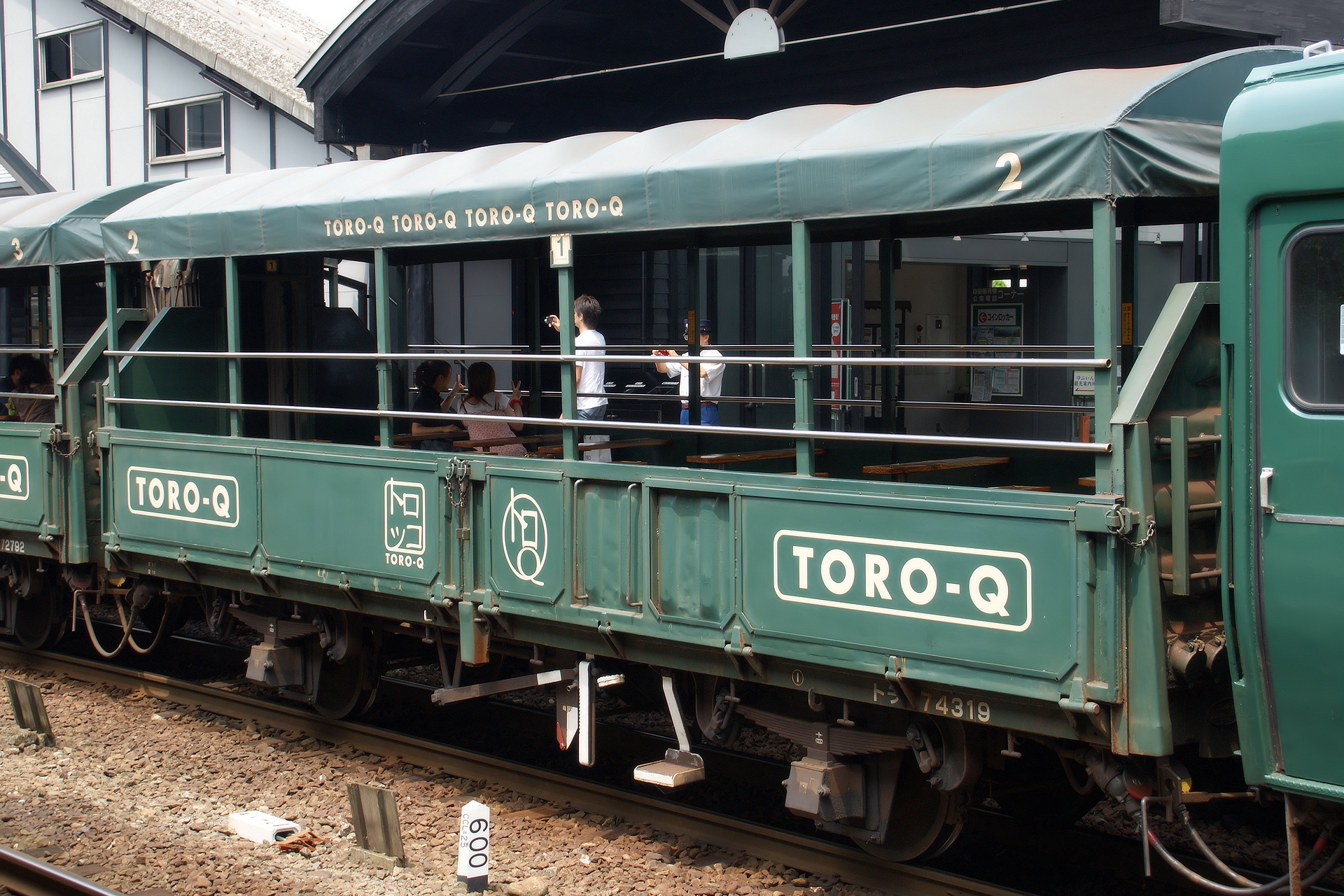
トラ74319

5両編成で両端が気動車（キハ65 36・キハ58 569）、中間3両がトロッコ車両のトラ70000形無蓋貨車(74858,72792,74319)となっている。全車とも大分鉄道事業部大分車両センター所属。
2002年に大分県湯布院町（現在の由布市）で開催された「全国トロッコ列車サミット」の際に、先にトロッコ改造されていたトラ70000形無蓋貨車3両に気動車2両（キハ65及びキハ58）を連結し、内装や外観塗装など改造が施され、「TORO-Q」と命名された。車両デザインは一部雑誌等では水戸岡鋭治氏との記載があったが誤りで、正しくはJR九州社員によるデザインである。
トロッコ車両3両は国鉄時代末期の1987年に改造されたもので、当初は「アドベンチャー号」の愛称で鹿児島運転所に配置され、肥薩線などで使用された。一時期は、観光列車「いさぶろう・しんぺい」に併結して運転していた時期もあった。車内には木製のベンチとテーブルを備えている。窓は設けられていない。
キハ65 36は1989年に四国旅客鉄道（JR四国）から譲り受けたもので、JR四国に在籍していた当時に座席がバケット式の固定クロスシートに取り替えられている。キハ58 569はかつてシーサイドライナーとして走っていた車両で、座席がグリーン車の廃車発生品のリクライニングシートに取り替えられている。

## 運用
「トロッコ列車・TORO-Q」として運行しない日はトロッコ車両を切り離した上で、久大本線や豊肥本線の普通列車として運用された。キハ47等と併結して運用されていたが、当時シーサイドライナー色で在籍していたキハ58 154や九州色のキハ28 2144等と併結される事もあり、全車両がキハ58形の編成でありながら1両ごとに塗装が異なる事もあった。2008年（平成20年）9月30日には、九州各地に当時在籍していたキハ58形全車(筑豊篠栗鉄道事業部・キハ28 2444＋キハ58 716、熊本鉄道事業部熊本車両センター・キハ28 2401＋キハ58 139)で6両編成を組成し、鹿児島本線熊本駅 - 肥薩線吉松駅間で団体専用列車として運行され、「TORO-Q」編成は熊本側の先頭に連結された。
TORO-Qとして運用終了後、キハ58・65の2両は2010年（平成22年）2月に小倉工場（現・小倉総合車両センター）で国鉄急行色に復元(厳密に言えば客窓アルミ部分もスカーレット(赤11号)に塗られていた)され、検査切れとなる同年8月までイベント用車両として運用された。
その後、2両は2013年（平成25年）6月5日に小倉総合車両センターへ回送され、同月中にキハ65 36は解体された。キハ58 569は車籍を有したまま留置されていたが、2015年（平成27年）3月に廃車となり同月16日に解体された。これにより、JR九州で車籍を有するキハ58形は熊本車両センター所属の「あそ1962」（キハ58 139、キハ28 2401）の2両のみとなった。
一方、トロッコ車両3両は運行終了後も保留車のままで車籍を有し、大分鉄道事業部大分車両センターで保管されていたが、2018年（平成30年）3月に3両とも廃車となった。
なお、「TORO-Q」で使用されたヘッドマークは、JR九州大分支社内にて保管・展示されている。